# Ranvir Sena
Ranvir Sena war eine Miliz im ostindischen Staat Bihar und in manchen Teilen Nordindiens. Die Gruppe wurde 1994 von zu den oberen Kasten gehörenden Landbesitzern aufgestellt und erlebte in den folgenden Jahren den Höhepunkt ihrer Aktivitäten. Ihr Ziel war die Bekämpfung linksextremer Gruppen, darunter Naxaliten und der Communist Party of India (Marxist-Leninist) Liberation. Dazu beging sie wiederholt Massaker an Zivilisten.

## Geschichte
Im September 1994 schlossen sich im Dorf Belaur verschiedene kleine Milizen zu Ranvir Sena zusammen. Diese Milizen hatten ähnliche Ziele verfolgt, waren aber zu klein, um gegen die Naxaliten zu überleben. Ranvir Sena war dagegen sehr organisiert und mit großen finanziellen Ressourcen ausgestattet. Die Miliz hatte großen Einfluss unter den Landbesitzern der betroffenen Gebiete.
Die Mitglieder der Miliz erhielten ein regelmäßiges Gehalt. Unterstützt wurden die Aktivitäten durch die Frontorganisation Ranvir Kisan Maha Sangh, die politische Interessen durchsetzte. Auch Frauen wurden in einer separaten Organisation, Ranvir Mahila Sangh, organisiert und im Umgang mit Waffen trainiert.
Offiziell wurde Ranvir Sena durch die Regierung von Bihar im Juli 1995 verboten. Einige der schlimmsten Massaker verübte die Miliz allerdings erst in den Jahren darauf; mindestens 300 Dalits kamen ums Leben.
Der langjährige Anführer von Ranvir Sena, Brahmeshwar Singh, wurde am 1. Juni 2012 in seinem Heimatort erschossen. Die Täter konnten unerkannt entkommen. Zu diesem Zeitpunkt war die Miliz bereits nicht mehr aktiv.